# Галаган, Григорий Игнатьевич
Григорий Игнатьевич Галага́н (укр. Григорій Ґалаґан; 20 ноября 1716 — 24 декабря 1777; Сокиринцы) — прилуцкий полковник Войска Запорожского.

## Биография
Родился 20 ноября 1716 года в семье прилуцкий полковника Игната Галагана и дочери киевского мещанина Елены Антоновны Тандриной.
Учился в Киевской академии (1727), с 1734 года на службе, в 1738 году был в днестрянском походе. 9 ноября 1739 года получил место прилуцкого полковника, назначен на место своего отца.
В 1741 году Галаган был в походе под Азовом, где «… перетерпівал несказанную трудность і біди…»
В 1751 году был в зимнем походе в Лалинцах. В 1760 году был в прусском походе — «…отправлен бил з тисячною командою в Прусскій поход…».
Согласно универсалом гетмана гетмана Разумовского (в 1752 году) Григорию Игнатьевичу Галагану передались села: Барва, Дегтяри, Озеряны, Рудовка, Кухарка и другие. Он был владельцем более 4000 ревизских душ. Кроме этого Галаган владел землями и усадьбами в Прилуках, Ичени, Сокиринцах, Липовом и Гнилицы.
В 1763 году «….матка моя скончалась, от якой несносной печалі я і сам толко не луснув. І того ж году все оставивши, переселився на своє уєдінєніє вічно».
Григорий Галаган скончался 24 декабря 1777 года в Сокиринцах и похоронен в церкви Вознесения, которая была уничтожена в 1937 году.

### Автобиография
О своей жизни Галаган написал на двух листах в 1771 году записку «Жизнь моя»: «У 18 літах убился з коня мало не до смерті …В 22 года оженився некстаті і не по своїй волі…»

### Семья
- Жена — дочь бунчукового товарища Елена (Ульяна?) Михайловна Дунин-Борковская.
- Сын — Иван.
- Дочери — Елена (20 сентября 1752 вышла замуж за Петра Андреевича Миклашевского[1]) и Параска.